# 박순병
박순병(朴純秉, 1901년~1926년 8월 25일)은 한국의 독립운동가이다.

## 생애
1901년 함경북도 온성에서 태어났다. 1921년 경성으로 상경하여 조선고학생갈돕회 간부로 활동하기 시작했다. 조선고학생갈돕회는 1920년 6월에 창립된 단체로 남녀 고학생들의 연학상조(硏學相助)를 도모하기 위해 조직되었다. 주로 고학생들의 학비 및 기숙사 마련을 위한 후원금 모집, 각종 강연회 개최 등을 전개했는데, 사회주의 단체인 서울청년회와도 긴밀한 관계를 유지하였다. 박순병은 이 시기 한편으로 고려공산당 선전부원으로 활동하며 사회주의 운동에 뛰어들었다.
1922년 10월 경성무산청년회(京城無産靑年會) 결성에 참여한 박순병은 이듬해에는 전조선청년당대회후원회 결성에 참여했고 3월 대회에 대종교중앙청년회 대표의 일원으로 참석했다. 1924년 2월 신흥청년동맹 결성에 참여하여 상무집행위원이 되었다. 이와 함께 경기도청년연맹(京畿道靑年聯盟) 상무집행위원, 한양청년연맹(漢陽靑年聯盟) 상무집행위원, 화요회원, 혁청당(革淸黨) 당원 등을 역임하는 한편 무산자신문(無産者新聞) 경성지국장, ‘청년대중(靑年大衆)’ 조선지국장 등으로 활동하며 언론활동을 벌여 나가기도 했다.
1925년 4월 고려공산청년회 창립대회에 참가하여 중앙위원 후보로 선임된 박순병은 11월 조선학생과학연구회 결성에 참여했다. ‘사상운동의 선구자’로 평가받던 박순병은 일제의 끊임없는 감시속에서도 청년운동과 사회주의 운동을 전개했지만, ‘제2차 조선공산당 사건’으로 일경에 붙잡혀 신문을 받던 도중 고문치사로 순국했다.

## 사후
2007년 대한민국 정부에서 건국훈장 애국장을 추서하였다.